# Cotton-Eyed Joe
"Cotton-Eyed Joe", også kendt som "Cotton-Eye Joe" er en sang, der oftest associeres med sydstaterne i USA, selv om den har rødder fra hele USA og Canada. Den har været brugt til både pardans og mere end én line dance gennem tiden. Interessen for sangen blev fornyet med filmen Urban Cowboy fra 1980.
I 1985 vandt The Moody Brothers en Grammy for Best Country Instrumental Performance med sangen, og det svenske band Rednex indspillede i 1994 en version, der blev spillet verden rundt og toppede bl.a. den danske singlehitliste.